# Mai Châu (thị trấn)
Mai Châu là thị trấn huyện lỵ của huyện Mai Châu, tỉnh Hòa Bình, Việt Nam.

## Địa lý
Mai Châu là một thị trấn nhỏ nằm trong thung lũng giữa những vách đá vôi, nằm dọc Quốc lộ 15, cách thị trấn Mãn Đức, huyện Tân Lạc 35 km, và cách Hà Nội 135 km. Trung tâm của thị trấn là phố Vãng. Cư dân chủ yếu là người Thái, người Kinh và người Mường.

## Lịch sử
Thị trấn Mai Châu được thành lập vào ngày 26 tháng 12 năm 1990 trên cơ sở toàn bộ diện tích và dân số của xã Chiềng Sại, là thị trấn huyện lỵ của huyện Mai Châu.

## Du lịch
- Bản Lác là một làng dân tộc Thái, thu hút đông khách du lịch tham quan.